# Калиновка (Біловський округ)
Кали́новка (рос. Калиновка) — присілок у складі Біловського округу Кемеровської області, Росія.

## Населення
Населення — 152 особи (2010; 151 у 2002).
Національний склад (станом на 2002 рік):
- росіяни — 97 %